# Sevastijan Ilić
Sevastijan Ilić (serb. Севастијан Илић; ur. 13 sierpnia 1795 w Starim Bečeju, zm. 1 marca 1863 w Hopovie) – serbski nauczyciel, duchowny i polityk.

## Życiorys
W 1815 roku ukończył szkołę pedagogiczną w węgierskim Szentendre. Pracował jako nauczyciel w Somborze, Segedynie i Karlovacu. Od 1830 roku wykładał teologię w Karlovacu. W 1831 roku zlecił w tym mieście druk „Bukvicy” autorstwa Dositeja Obradovicia. Była to pierwsza serbska książka wydrukowana na terenie Chorwacji. 
W 1828 roku w monasterze Gomirje przyjął święcenia kapłańskie. Od 1831 roku był notariuszem konsystorza eparchii gornjokarlowackiej. W latach 1832–1853 był najpierw ihumenem monasteru Gomirje, a następnie jego archimandrytą. W latach 1853–1863 był natomiast archimandrytą monasteru Hopovo.
Był posłem do chorwackiego parlamentu. W 1848 roku przewodniczył jego komisji ds. Pogranicza Wojskowego.